# Mariela Antoniska
Mariela Andrea Antoniska Arrondo (née le 20 mai 1975 à Buenos Aires) est une joueuse de hockey sur gazon argentine.

## Carrière
Avec l'équipe d'Argentine de hockey sur gazon féminin, elle est médaillée d'argent aux Jeux olympiques d'été de 2000 et médaillée de bronze aux Jeux olympiques d'été de 2004. Elle remporte aussi la Coupe du monde en 2002.